# Beaumont (Québec)
Beaumont è una città canadese della provincia di Québec, situata nel municipio regionale della contea di Bellechasse, nella regione amministrativa di Chaudière-Appalaches.